# Daniel E. Button

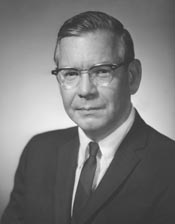
Daniel E. Button

Daniel Evan Button (* 1. November 1917 in Dunkirk, Chautauqua County, New York; † 7. März 2009 in Albany, New York) war ein US-amerikanischer Politiker.
Button studierte an der University of Delaware in Newark, erhielt dort 1938 seinen Bachelor of Arts und besuchte dann die Columbia University in New York City, wo er 1939 seinen Master of Arts bekam. Danach betätigte er sich als Autor und Journalist. Unter anderem arbeitete er von 1939 bis 1947 für Zeitungen in Wilmington, Delaware und die Associated Press. Von 1952 bis 1958 war Button Assistent des Präsidenten der State University of New York. Von 1960 bis 1966 arbeitete er dann als Redakteur der Albany Times-Union.
1966 kündigte er und kandidierte als Republikaner für einen Sitz im Kongress der Vereinigten Staaten. Er konnte sich gegen seinen demokratischen Kontrahenten durchsetzen und wurde in das Repräsentantenhaus der Vereinigten Staaten gewählt. Dort vertrat er vom 3. Januar 1967 bis zum 3. Januar 1971 den 29. Wahlbezirk des Bundesstaates New York. Nach seiner Wahlniederlage bei den Kongresswahlen 1970 arbeitete Button wieder als Redakteur, diesmal für das Science Digest magazine. Außerdem schrieb er eine Biografie über den früheren Bürgermeister von Albany, Thomas M. Whalen III, sowie „Take City Hall“, ein Buch über die städtische Politik in Albany.
Daniel Button war verheiratet und hatte fünf Kinder. Er starb am 7. März 2009 im Alter von 91 Jahren an Lungenentzündung im Albany Medical Center Hospital.